# Ouratea maigualidae
Ouratea maigualidae là một loài thực vật có hoa trong họ Ochnaceae. Loài này được Sastre mô tả khoa học đầu tiên năm 2001.